# Telegrafenlinie

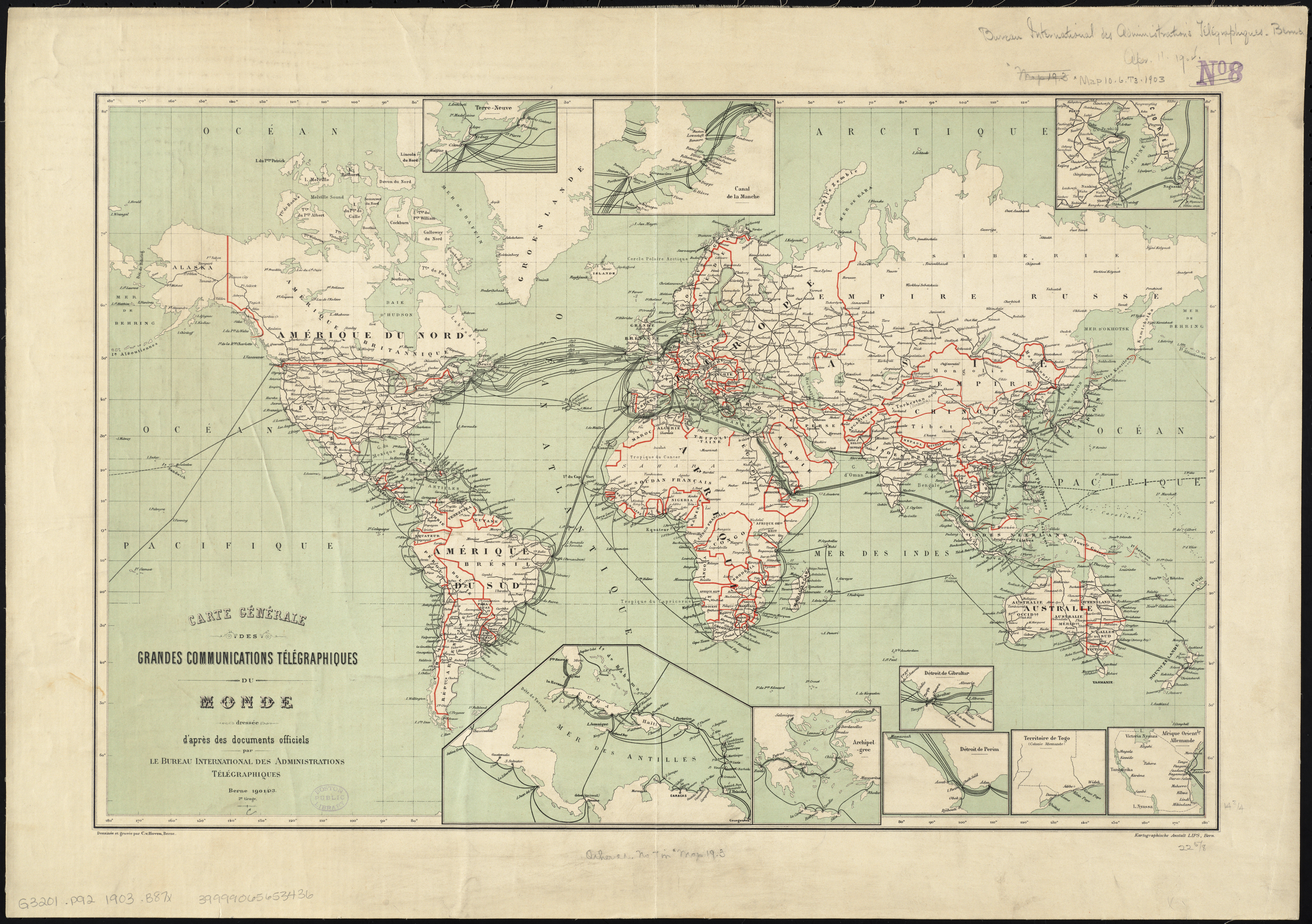
Telegrafenlinien 1901

Als Telegrafenlinie bezeichnet man fest installierte kabelgebundene Verbindungen für die Telegrafie.
Zum Bau der oberirdischen Telegrafenlinien bedient man sich imprägnierter Stangen von 7–10 Metern Länge und 12–15 cm Zopfstärke, an welche Isolationsvorrichtungen von Porzellan auf eisernen Stützen festgeschraubt werden. Die deutsche Reichstelegraphenverwaltung verwendete Ende des 19. Jahrhunderts die von Chauvin angegebene Doppelglocke auf hakenförmiger Schraubenstütze.
Zur Herstellung der Leitungen wird in der Regel verzinkter Eisendraht von 2,5–5 mm Durchmesser benutzt; gelegentlich wird auch Bronze genutzt. Die unterirdischen Linien bestehen aus Kupferdrähten oder Kupferlitzen, die mit Guttapercha isoliert sind; gewöhnlich werden 4 oder 7 solcher Adern zu einem Kabel verseilt und mit einer Schutzhülle von verzinkten Eisendrähten umgeben.
Für die Überschreitung von Gewässern gibt man den Kabeln eine zweite Schutzhülle von stärkeren Drähten und schließt sie außerdem in verzinkte gusseiserne Gelenkmuffen ein. Unterirdische Leitungen sind weniger Beschädigungen ausgesetzt, erfordern aber vorzügliche Isolation und bedeutende Anlagekosten, während ihre Benutzbarkeit auf längeren Strecken durch die den Kabeln anhaftenden Ladungserscheinungen (Kapazitätsbelag) eine gewisse Einschränkung erfährt.
Schon bei Entstehung der elektrischen Telegraphie angewendet (siehe auch: Telegrafenlinie Baltimore–Washington), haben dieselben erst seit 1876 eine größere Verbreitung erlangt, nachdem die deutsche Reichstelegraphenverwaltung mit der Anlage ihres ausgedehnten unterirdischen Liniennetzes bahnbrechend vorangegangen war. 1886 besaß Deutschland 5.648 km, Frankreich 1.661 km, Großbritannien 1.146 km und Russland 289 km unterirdische Linien.
Ungleich rascher und kräftiger haben sich die unterseeischen Verbindungen entwickelt. Die großen Seekabel sind ähnlich konstruiert wie die Landkabel, enthalten aber wegen der unvermeidlichen Induktion nur einen Leiter. 1851 wurde das erste brauchbare Seekabel zwischen Dover und Calais ausgelegt, 1866 die erste Kabelverbindung zwischen Europa und Amerika hergestellt.
1886 dienten bereits 12 Kabel dem telegraphischen Verkehr beider Weltteile: 8 davon gehen aus von Großbritannien und Irland, 2 von Frankreich nach Nordamerika; 2 Kabel von Portugal nach Südamerika.
1887 betrug die Gesamtlänge der bestehenden unterseeischen Kabel 113.565 Seemeilen, darunter 103.396 Seemeilen im Besitz von Privatgesellschaften und nur 10.169 unter staatlicher Verwaltung.